# Angelica Sin
Angelica Sin (9. duben 1974, Severní Karolína) je americká pornoherečka.

## Kariéra
Po ukončení studií roku 1996 se přestěhovala do Fort Lauderdale na Floridě, kde začala pracovat v nočním klubu. K pornofilmu se dostala roku 1998, když hrála její první scénu s Jennou Jameson.
V současnosti již hrála ve více než 300 filmech. Soutěžila také v Extrémním wrestlingu žen.